# آب‌انبار شیخ خنج
آب‌انبار شیخ خنج مربوط به دوره قاجار است و در لار، خیابان بازار واقع شده و این اثر در تاریخ ۱۹ مرداد ۱۳۸۴ با شمارهٔ ثبت ۱۲۶۹۶ به‌عنوان یکی از آثار ملی ایران به ثبت رسیده است.